# Ефремовы горы
Ефре́мовы го́ры, также Ефремова гора, — библейское название центральной горной области нынешнего Израиля, когда-то бывшей южной границей удела Ефремова колена (Нав. 17:15; 19:50; 20:7) и простиравшейся к югу от Изреельской долины от города Вефиля до Изрееля.
Во времена Иисуса Навина (Нав. 17:18) Ефремовы горы состояли из покрытых лесами горных хребтов, пересекаемых длинными и плодоносными равнинами (о которых говорится в Иер. 50:19), за исключением, горного хребта, лежащего по направлению к Иордану, который очень скалист и неудобен для восхождения.